# Hidekatsu Ishida
Hidekatsu Ishida (1908 – fevereiro de 1945) foi um mergulhador japonês. Ele competiu no evento masculino de plataforma de 10 metros nos Jogos Olímpicos de Verão de 1932.